# Institut für Marxismus-Leninismus beim ZK der KPdSU

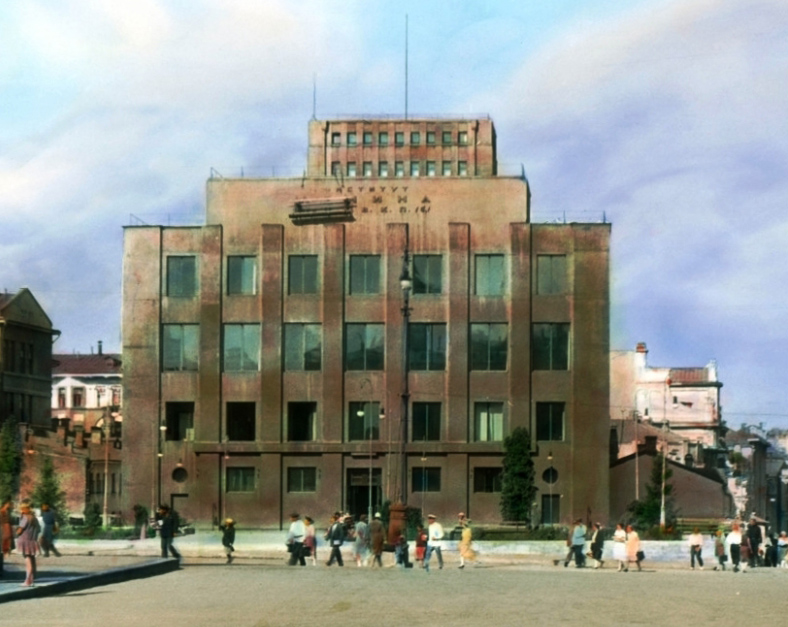
Lenininstitut (1931)

Das Institut für Marxismus-Leninismus beim Zentralkomitee der KPdSU (russisch Институт марксизма-ленинизма – Institut Marksisma-Leninisma, kurz ИМЛ) war eine zentrale Parteieinrichtung der Kommunistischen Partei der Sowjetunion in Moskau und existierte von 1921 bis 1991.

## Aufgaben
Zu den Aufgaben des Instituts gehörte die Sammlung, Aufbewahrung und Publikation von Dokumenten und Werken von und über Karl Marx, Friedrich Engels und Wladimir Iljitsch Lenin, die Erstellung und Veröffentlichung von Publikationen über das Wirken von Marx, Engels und Lenin, die Veröffentlichung von Publikationen über andere Persönlichkeiten der kommunistischen Bewegung und die Veröffentlichung von Publikationen zur Weiterentwicklung der Weltanschauung von Marx, Engels und Lenin.

## Gründung
Im Jahre 1921 wurde die Einrichtung unter dem Namen Marx-Engels-Institut (MEI, russisch Институт К. Маркса и Ф. Энгельса) gegründet. 1923 ging aus diesem Vorläufer das Lenininstitut (russisch Институт Ленина) hervor. Nach Plänen des Architekten S.E.Tschernyschow entstand ein eigenes Institutsgebäude, das erhalten geblieben ist
Am 13. März 1931 besetzte die GPU das MEI, der Leiter Dawid Rjasanow und 127 Mitarbeiter wurden entlassen, darunter fast alle Editoren der Marx-Engels-Gesamtausgabe (MEGA) wie Anne Bernfeld-Schmückle, die Ehefrau des ebenso betroffenen Karl Schmückle, Walter Haenisch und Kurt Nixdorf. Unter neuer Leitung wurde beschlossen, das MEI mit dem Lenininstitut zum Marx-Engels-Lenin-Institut zu vereinen. Von 1954 bis 1956 hieß das Institut Marx-Engels-Lenin-Stalin-Institut (russisch Институт Маркса – Энгельса – Ленина – Сталина, kurz „ИМЭЛС“). Von 1956 bis 1991 hieß es Institut für Marxismus-Leninismus beim ZK der KPdSU, und im Jahre 1991 wurde es in Institut für Theorie und Geschichte des Sozialismus (russisch Институт теории и истории социализма, kurz „ИТИС“) umbenannt. Im gleichen Jahr stellte das Institut seine Tätigkeit ein. In dem Gebäude existiert eine Nachfolgeinstitution unter dem Namen Zentrum für komplexe Sozialforschung (russisch Центр комплексных социальных исследований), das dem Institut für Soziologie (russisch Институт социологии РАН) der Russischen Akademie der Wissenschaften angeschlossen ist.
Das zentrale Parteiarchiv des Instituts wird vom Russischen Staatsarchiv für sozio-politische Geschichte, kurz RGASPI weiterbetreut.

## Bauwerk

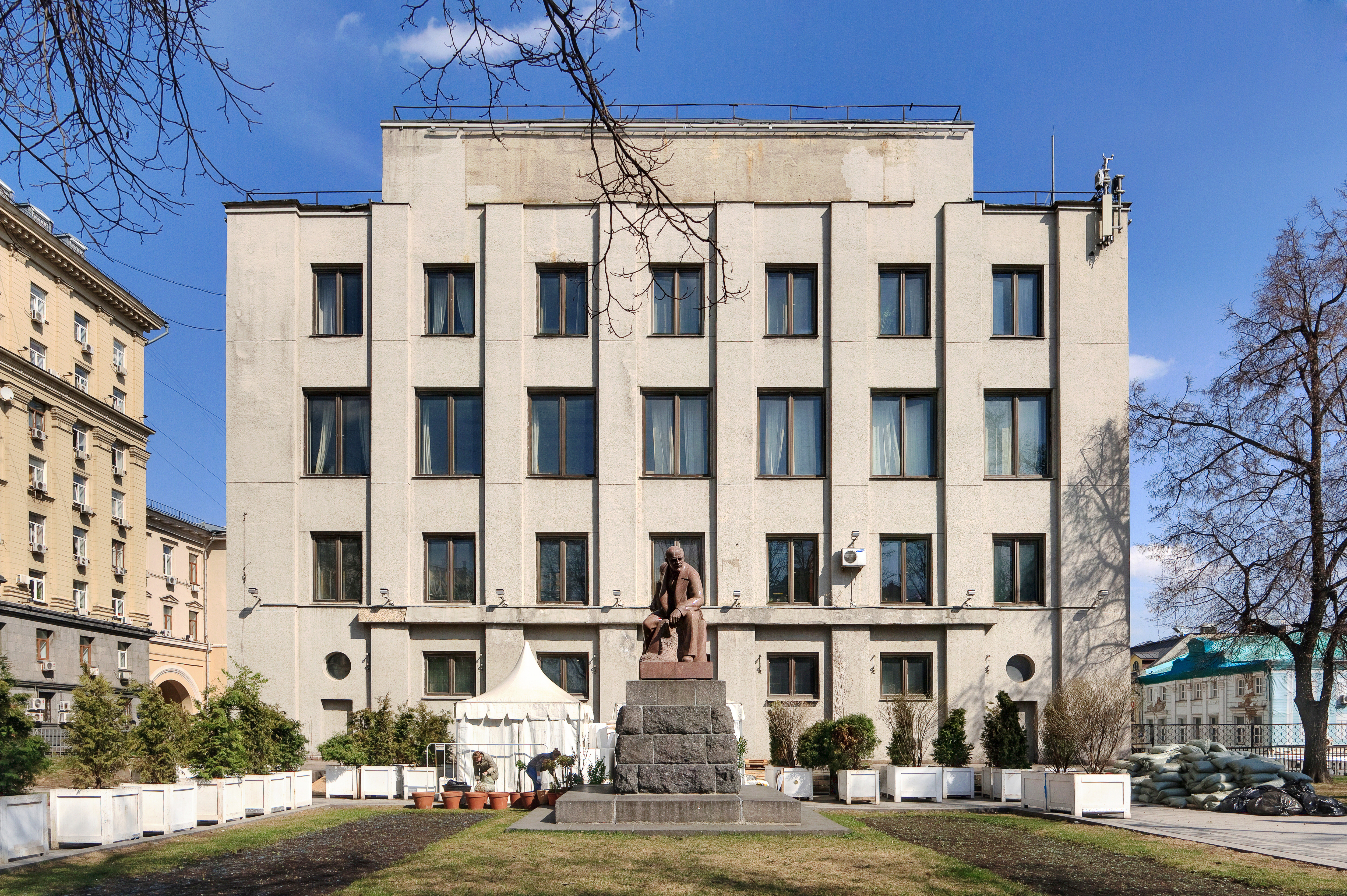
Gebäude (2017)

Das vier- bis fünfgeschossige Gebäude in der Uliza Bolschaja Dimitrowka (russisch Улица Большая Дмитровка) hat eine rechteckige Grundfläche, auf einer Ecke ist zu einem Viertel ein Treppenturm eingebaut mit einer Aussichtsetage und etwa zwanzig Etagen hoch. Die unterschiedliche Bauhöhe des Hauptgebäudes resultiert aus seiner Lage an einem Hang. Die Fassaden sind glatt und verputzt, als auffälliges Merkmal verfügen sie über senkrechte Fensterbänder, deren bauliche Verbindungselemente stark gegliedert sind. Der Treppenturm zeigt runde Luftöffnungen an den jeweiligen Zugängen zum Gebäude.

## Mitgliedschaft
- 1925 trat das Lenininstitut dem im Umfeld des Instituts für geschichtliche Landeskunde an der Universität Bonn frisch gegründeten Verein für geschichtliche Landeskunde der Rheinlande als Fördermitglied bei.[6]